# Klaus-Dieter Stenzel
Klaus-Dieter Stenzel, né le 4 juin 1950 à Forst, est un ancien arbitre est-allemand et allemand de football. Il a officié tant en première division est-allemande jusqu'en 1990, qu'en première division allemande de 1991 à 1993,.

## Carrière
Il a officié dans des compétitions majeures : 
- Coupe de RDA de football 1982-1983 (finale)
- Supercoupe de RDA de football